# بورشه
شهر بورشه (به رومانیایی: Borşa) در شهرستان مرموره در کشور رومانی واقع شده‌است. جمعیت این شهر ۲۷٬۲۴۷ نفر  است.

## نگارخانه

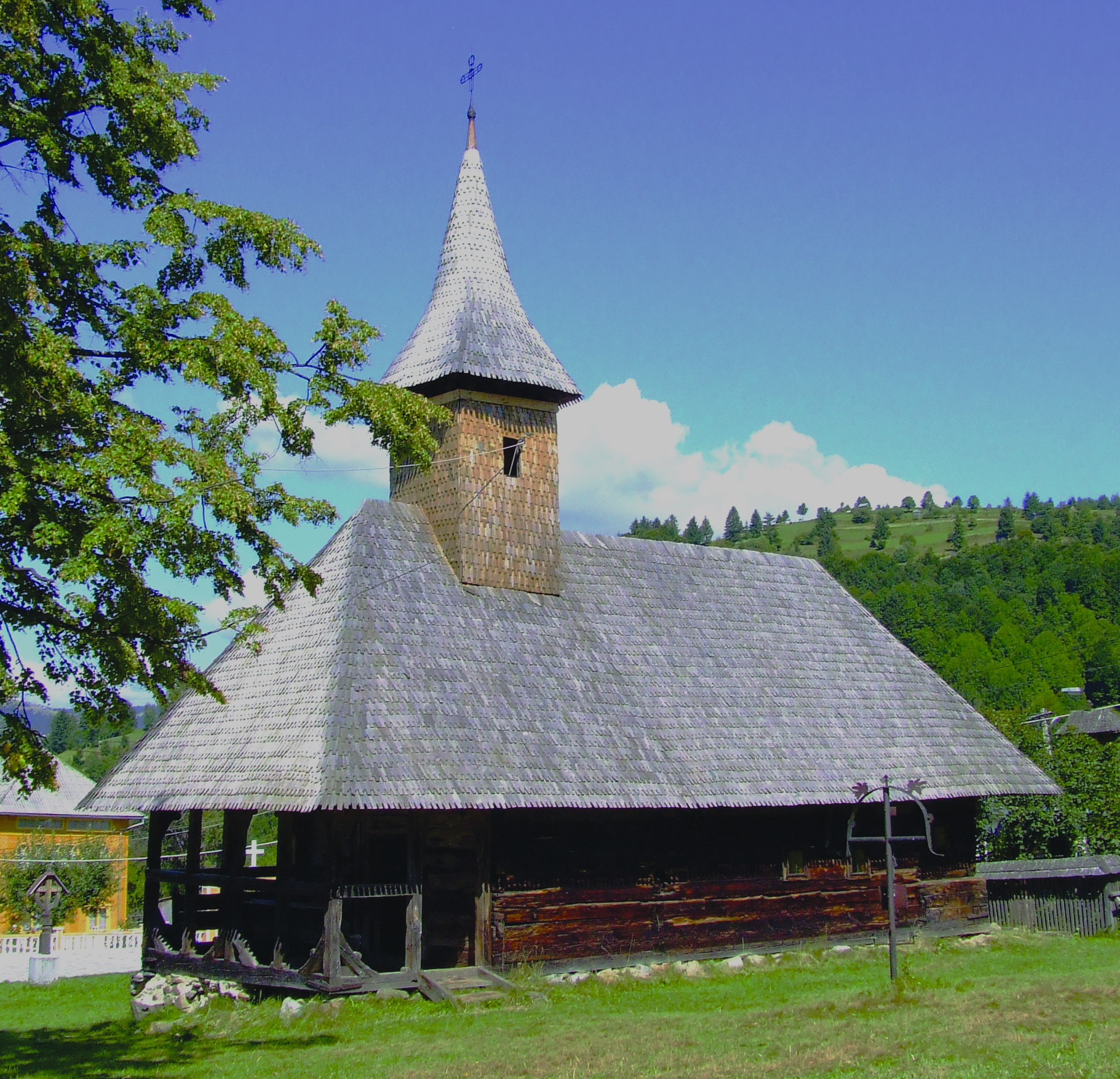
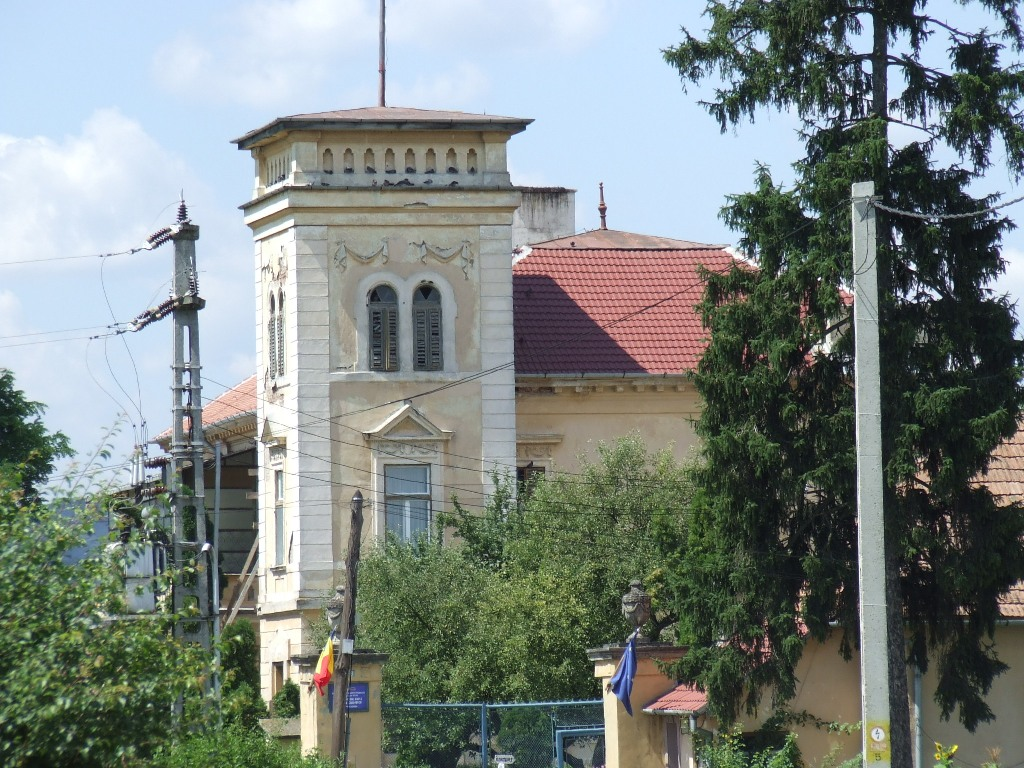
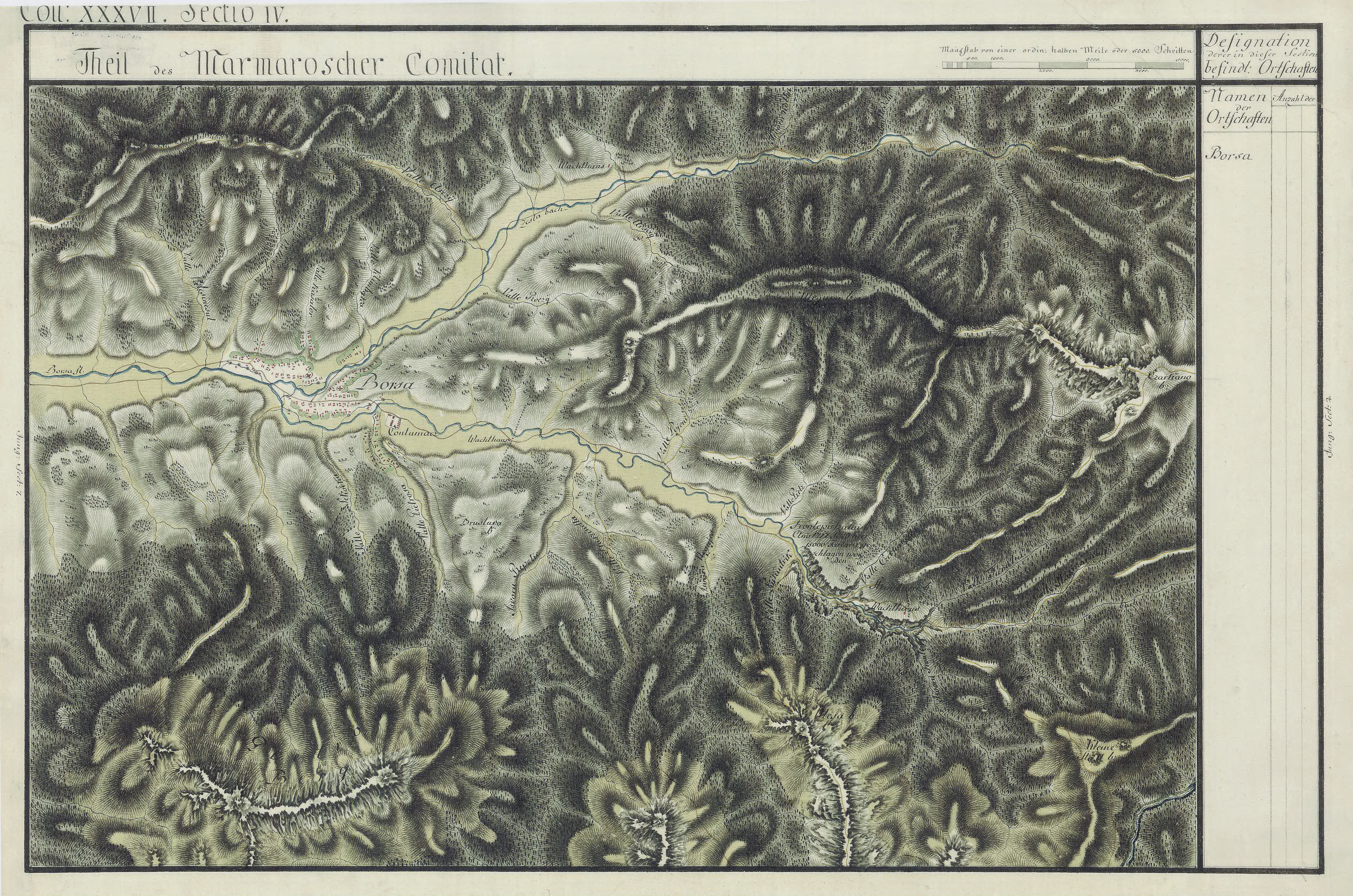
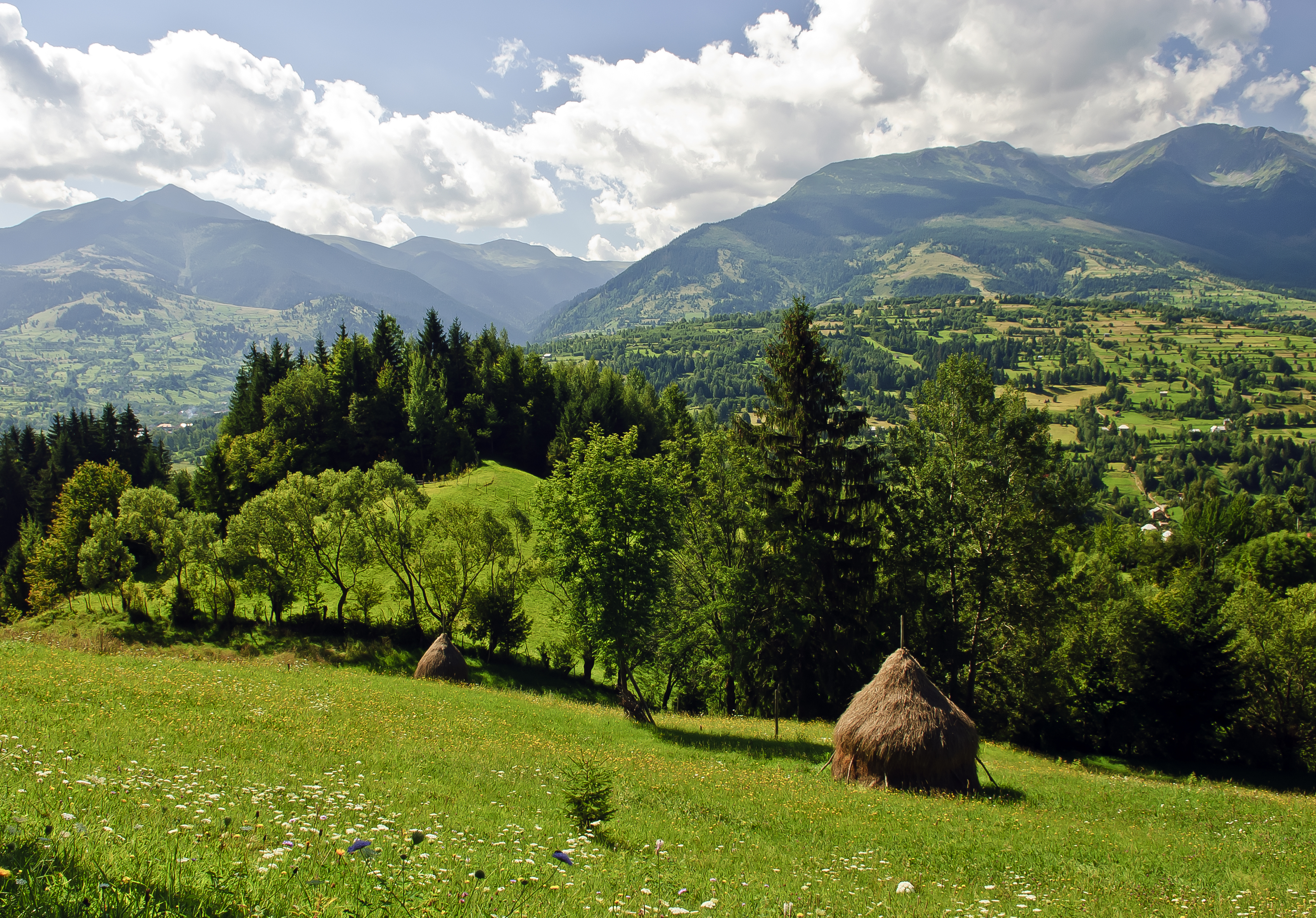